# Storo stasjon

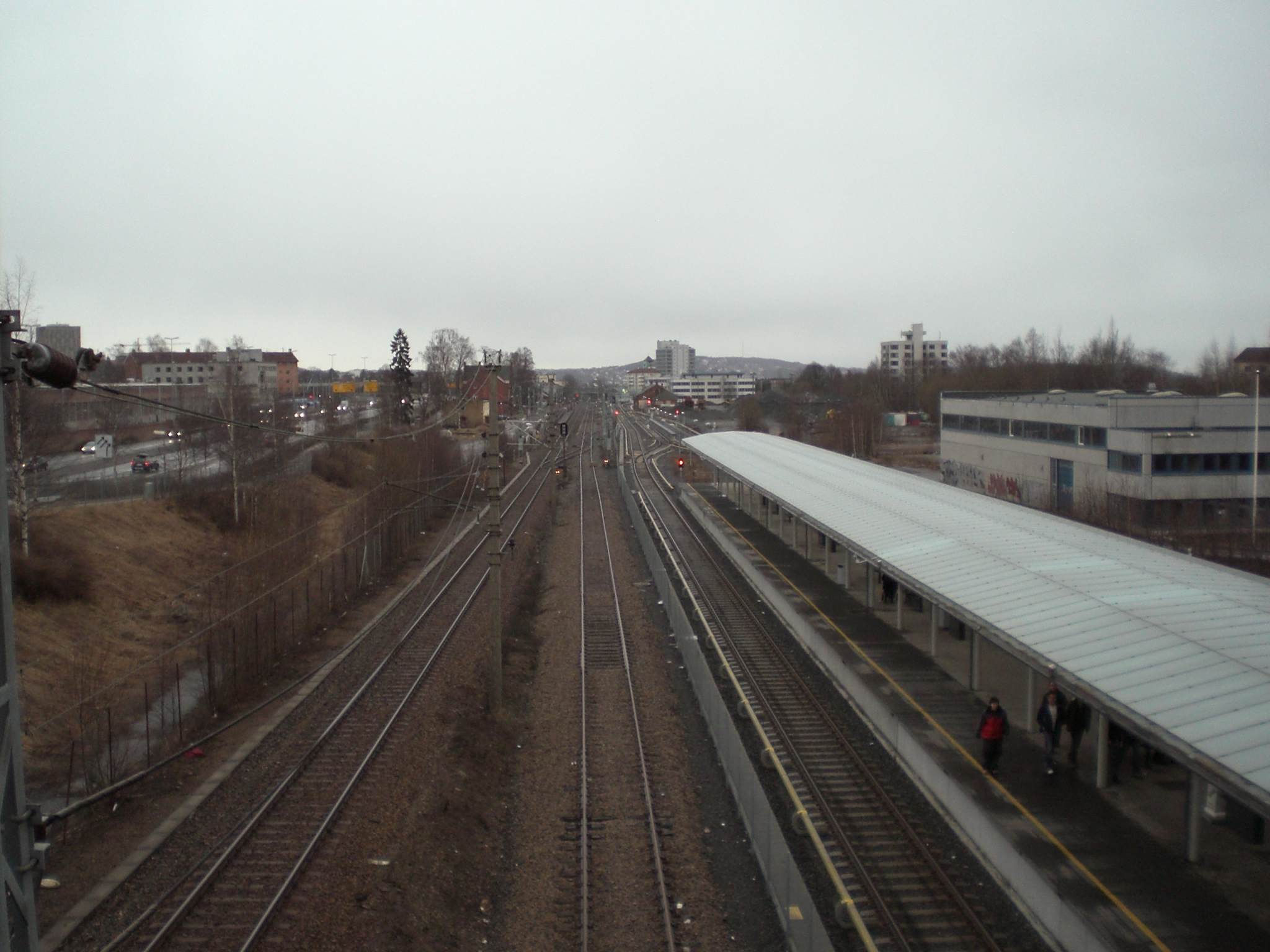
Storo stasjon till höger. Till vänster i bilden ligger Gjøvikbanen. Längst till vänster ser man Ring 3.

Storo stasjon är en tunnelbanestation i Oslo. Stationen ligger vid Storokrysset i Oslo och trafikeras av linje 4, 5 och 6. Stationen är ändhållplats för linje 5
Stationen öppnade i augusti 2003. Då T-baneringen öppnades den 20 augusti 2006 började också linje 4 och 6 att använda stationen.
Jernbaneverket (nuvarande Bane NOR) har planerat att flytta Grefsen stasjon norrut så att den hamnar nära Storo stasjon 